# Mansión de Vecmēmele
La Mansión de Vecmēmele (en letón: Vecmēmeles muiža; en alemán: Alt-Memelhof, en el pasado también en alemán: Pranke) es una casa señorial en la parroquia de Mazzalve, municipio de Nereta en la región histórica de Selonia, en Letonia.

## Historia
La Mansión de Vecmēmele fue fundada en 1516, cuando Wolter von Plettenberg dio las tierras a Johann Stihhorst (Stichhorst), cuya familia mantuvo esta finca hasta 1675. La propiedad después perteneció a Zõge von Manteuffel-Cege, la familia von Bister, la Dranenfeldt y, antes de la reforma agraria de 1920, los von Haaren. Es mencionada como Mansión de Vecmeme en 1704, también conocida como Mansión de Pranke, y en 1753 como Mansión de Memeele. En 1870, cuando las mansiones eran propiedad de los Bistrami, un pastor, músico y folclorista lituano, Theodor Brazis, nació en la Mansión de Vecmeme.
Construida en el segundo cuarto del siglo XIX, la mansión fue después reconstruida en estilo Neorrenacentista italiano con decoración de edificios moderna usando arcos, pilastras, cornisas y medallones decorativos. La decoración interior es dominada por formas simplificadas, como acabados de paredes y techos, y pinturas usadas en falsas estructuras de madera. Actualmente es de propiedad privada.
El complejo de la mansión también incluye varias dependencias: las casas de los arrendadores y sirvientes, dos sótanos y un granero. La mansión, la casa baja de los sirvientes, la casa del carpintero, dos bodegas y un granero han sobrevivido hasta el presente. La era y los establos están en ruinas.
El parque está decorado con avenidas de tilos y Aesculus.